# 青年电影制片厂
青年电影制片厂即北京电影学院青年电影制片厂，是北京电影学院下设的电影制作机构。是北影教学实习、实践的基地，坚持以「教学实习、毕业联合作业，教师实践」为工作重点。至今已经拍摄了130部各类题材的影片，完成北影实践教学的毕业联合作业220部，参赛各类电影节获奖近五百余次，骨干成员有薛晓路、曹保平、乔梁、姜伟、梅峰、徐静蕾、黄磊等人。

## 历史
1958年成立北京电影学院实验电影制片厂。至1966年，共摄制19部短片和一部长故事片《夺印》、新闻杂志片《北京新闻》共63期。配合教学创作实践，拍摄了24部纪录短片，5本科教片。 
1978年北京电影学院恢复正常招生教学后，没有电影生产指标。1978年，北电导演系教师詹相持创作了歌颂中、日两国人民友谊的电影剧本《樱》，学院认定剧本很好决定拍成电影。按普通电影故事片拍摄成本要50万；按教学实习片拍摄也需要20万。学院拿不出这笔钱，就去主管机关国家文化部借钱，许诺中影公司收购后马上就还款（当时彩色故事片统一收股价70万元）。借到15万元，电影拍成后，学院认为何必用别人的厂标，就由学院党委向电影局申请设立了青年电影制片厂，由学院教学实习处兼任。

## 主要作品
电影
- 《樱》1979 ：荣获1979年文化部颁发的优秀故事片奖
- 《沙鸥》1981：第2届电影金鸡奖的优秀青年导演奖和录音奖、文化部优秀影片奖。
- 《青春祭》 1985
- 《湘女萧萧》1988年
- 《秋菊打官司》
- 《天山雪》
- 《黑骏马》1995
- 《红樱桃》1995
- 《变脸》1996年
- 《离开雷锋的日子》1996年
- 《开往春天的地铁》
- 《飞越老人院》
- 《万箭穿心》
- 《狗十三》
- 《北京爱情故事》
- 《北梁的天空》
- 《启功》
- 《野草莓》

电视剧
- 《狭路》